# Sant Salvador de Polinyà
Sant Salvador de Polinyà és una església del municipi de Polinyà (Vallès Occidental) inclosa en l'Inventari del Patrimoni Arquitectònic de Catalunya. L'església de Sant Salvador es troba a la part alta de la població de Polinyà.

## Descripció
L'actual església parroquial és una edificació del segle xviii adossada al mur de tramuntana de l'antic temple romànic que actua com a pòrtic d'entrada. El temple primitiu consta d'un absis semicircular del segle xi amb decoració d'arcuacions entre lesenes i el campanar de torre amb la base de la mateixa època. La nau coberta amb volta de canó i la resta del campanar corresponen a una obra del segle xii. Està documentada des del segle xi, període al qual correspondrien l'absis semicircular, on hi havia pintures murals. L'entrada al temple actual es fa per una porta d'arc rodó de mig punt adovellat que es podria interpretar com l'entrada lateral de l'antiga església. En aquesta façana hom hi veu, també, la presència de contraforts. El campanar de planta quadrada corresponent a l'antiga església romànica, situat a la banda septentrional.

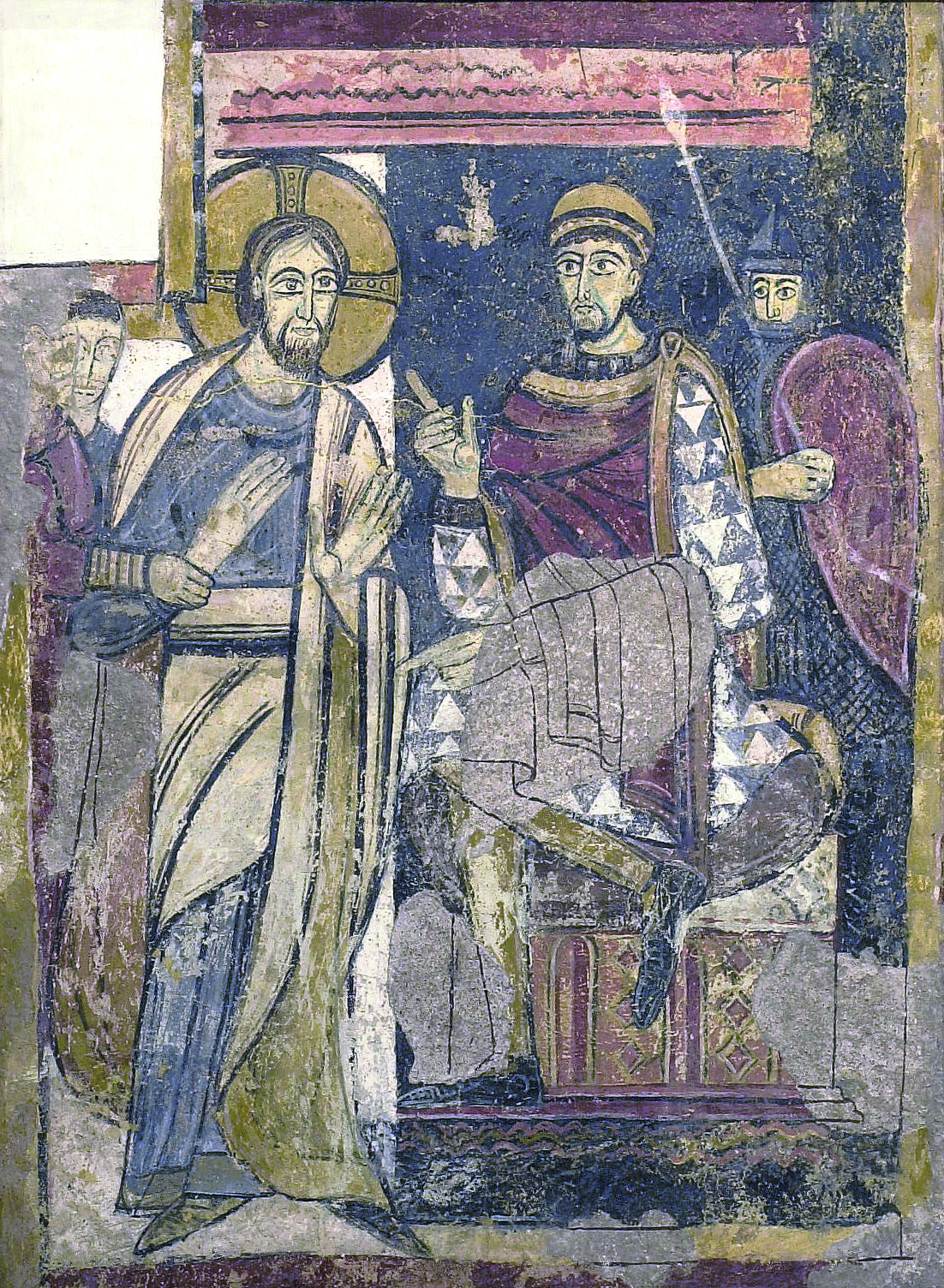
Escena de Jesús davant Pilat

### Pintures murals
Les pintures murals de Sant Salvador de Polinyà són un important conjunt de pintures murals romàniques ideades pel canonge i gramàtic Renall de Barcelona. Van ser descobertes durant unes obres realitzades durant la segona dècada del segle xx. Al Museu Diocesà de Barcelona es conserven les pintures murals del segle xii de les quals se n'ha fet una reproducció a Sant Salvador.
El 1930 Joan Prats i Tomàs va finançar l'arrancament i el transport per a dipositar finalment les pintures al Museu Diocesà de Barcelona, a canvi de l'extracció d'un fragment per a la seva col·lecció privada. Amb la mort de Joan Prats, l'escena de Jesús davant Pilat passà a completar les pintures al Museu Diocesà.

## Història
L'església de Sant Salvador és citada com església parroquial de Polinyà des del segle xi, la seva consagració va tenir lloc l'any 1122; va seguir amb les seves funcions com a tal fins a l'any 1792 quan va passar a dependre de l'església de construcció nova, perdent la categoria de parròquia. L'església actual va ser inaugurada l'any 1792 quan deixa de tenir culte la primitiva església romànica.